# Рамла (Ізраїль)
Рамла (івр. רַמְלָה‬, араб. الرملة) — місто в Ізраїлі, розташоване за 24 км на схід від Тель-Авіва.

## Історія
Рамла — ледь не єдине місто Ерец-Ісраель, засноване арабами. Назва міста утворена від арабського слова «пісок». Місто заклав 716 року халіф Сулайман, який пропонував зробити його столицею Палестини замість Лідди. За його правління було відбудовано фортечні стіни, ринок і велику мечеть. Від будівель того часу зберігся лише 27-метровий мінарет («Біла вежа»), добудований у XIII столітті Бейбарсом. 
Під час Першого хрестового походу Рамла стала передовою фортецею хрестоносців під назвою Рамес. Пізніше виникла феодальна сеньйорія з центром у Рамлі, правили якою лицарі з роду Ібелінів. 1187 року місто відвоював Салах ад-Дін, тоді ж було зруйновано його укріплення, на місці зруйнованого католицького собору була збудована мечеть. У 1229—1260 роках містом знову правили Ібеліни. 
Від XIV століття Рамла стала крупним торговим центром із заможною єврейською громадою. 1799 року в Рамлі розташовувалась ставка Наполеона. Кімната, де зупинявся майбутній імператор, нині вільна для відвідання у францисканському монастирі святих Никодима та Йосипа.
За рішенням ООН від 29 листопада 1947 року Рамла мала увійти до складу т.з. Палестинської держави. Остерігаючись, що місто стане плацдармом для нападу на Тель-Авів, ізраїльтяни захопили Рамлу 12 липня 1948 року. Більшість населення, яку складали араби християни, залишили місто. 1962 року у в'язниці Рамли був страчений Адольф Айхман. У другій половині XX століття місто стало ареною боротьби двох великих злочинних кланів, Караджа й Джаруші, у війні яких застосовувались навіть ракети. У Рамлі практикуються убивства честі. Нині рівень життя у Рамлі нижчий за середній по країні.

## Освіта
- У Рамлі діє технологічний коледж.
- У липні 2011 року було ухвалено рішення про відкриття у Рамлі на початку 2011/2012 навчального року філії Університету імені Бар-Ілана[7].

## Пам’ятки
- Мінарет «Біла вежа» (VIII—XIII ст.) й найбільша мечеть, збудована у XIII столітті на місці католицького собору.
- Францисканський монастир Йосипа Ариматейського з кімнатою Наполеона.
- Унікальний підземний арковий басейн святої Єлени, збудований у VIII столітті й відкритий для прогулянок човнами.
- На цвинтарі загиблих солдатів є могила рядового Вустерширського королівського полку на ім’я Гаррі Поттер. Він у 16-річному віці вступив до лав армії, приписавши собі рік, й за півтора року, 22 липня 1939 року, був убитий у сутичці з повстанцями під Хевроном. Могила Гаррі Поттера додана до офіційного списку туристичних пам’яток[8][9][10].

## Міста побратими
- Латвія Даугавпілс
- Росія Челябінськ

## Галерея

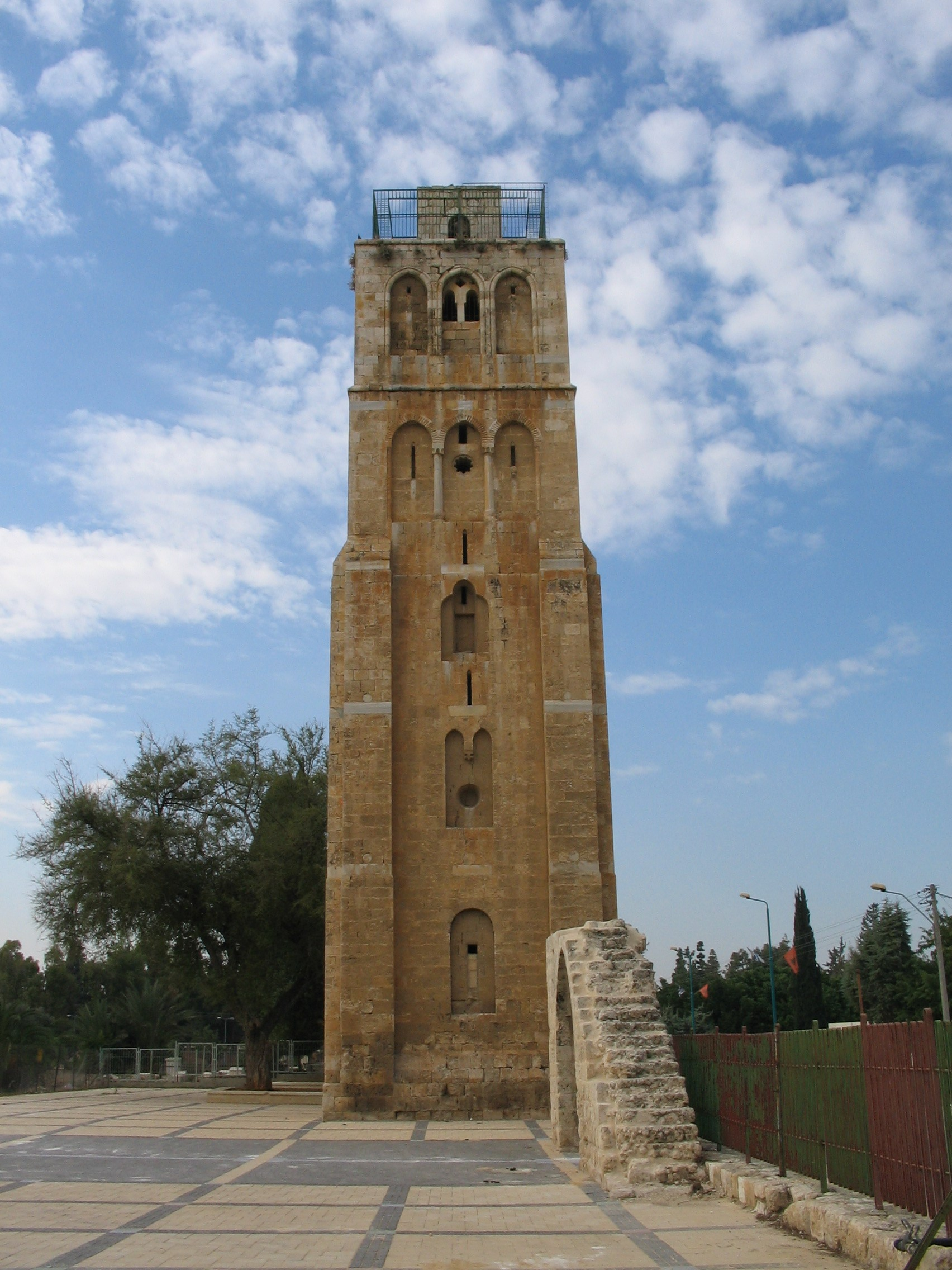
Біла вежа
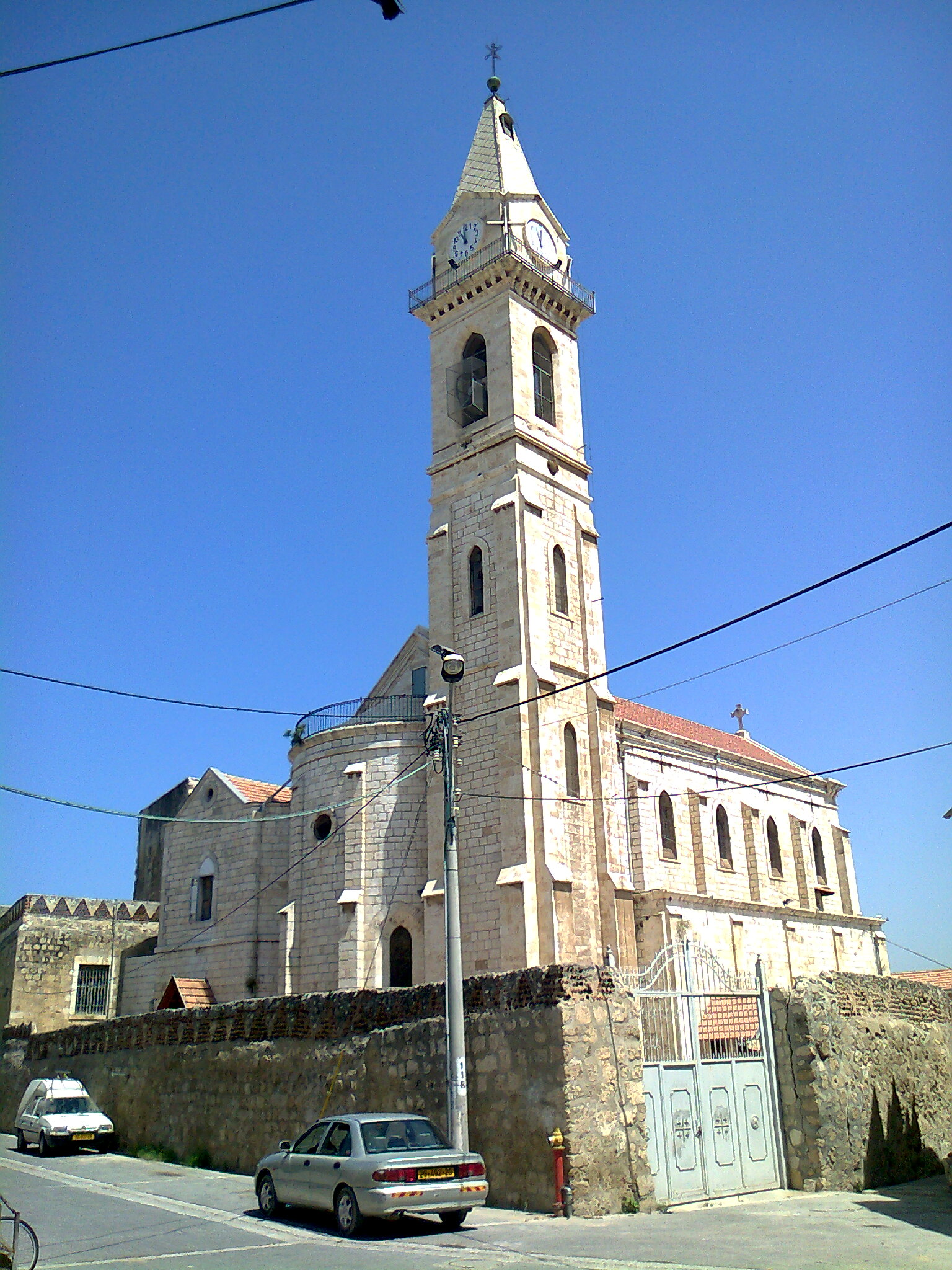
Францисканська церква святих Йосипа та Никодима
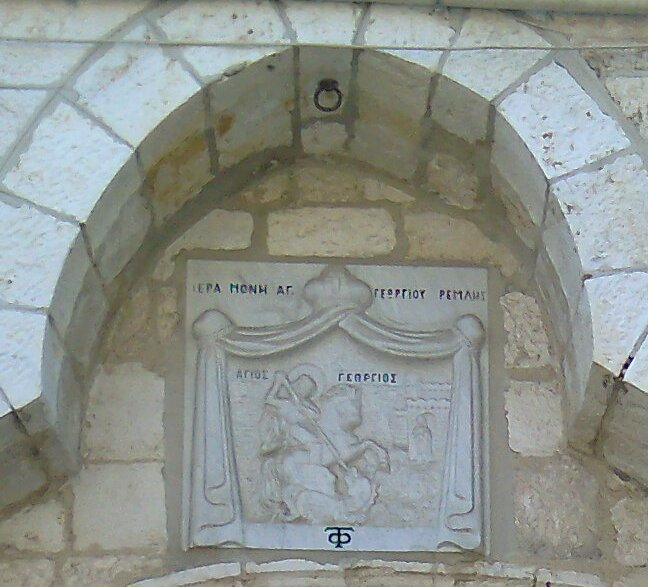
Напис на православній церкві святого Георгія
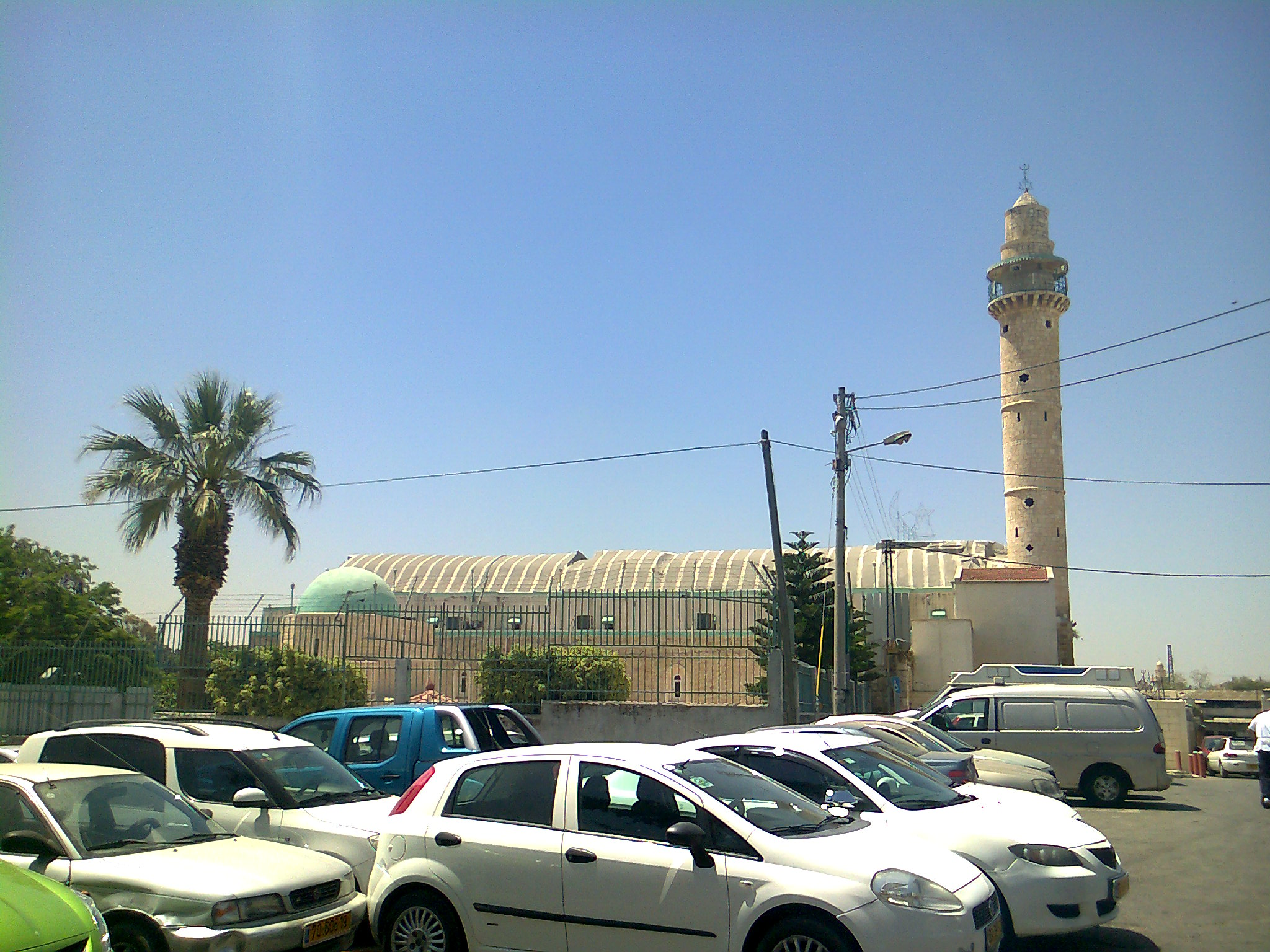
Велика мечеть